# بيفيرلي فارمر
بيفيرلي فارمر (بالإنجليزية: Beverley Farmer)‏‏ (7 فبراير 1941 في ملبورن - 16 أبريل 2018 ) روائية، وكاتبة قصص قصيرة من أستراليا.